# Fernando Álvarez de Sotomayor
Fernando Álvarez de Sotomayor (Ferrol, 25 september 1875 - Madrid, 17 maart 1960) was een Spaans kunstschilder. Álvarez de Sotomayor was een bekend portretschilder en de laatste schilder die directeur was van het Prado.

## Levensloop
Álvarez de Sotomayor studeerde aan een college in het Escorial en was tien jaar oud toen hij als enige een portret mocht tekenen van koning Alfonso XII op zijn sterfbed. Hij volgde cursussen filosofie en literatuur. In 1899 kreeg hij een studiebeurs om in Rome verder te studeren. Vooraleer zijn terugkeer in 1904 bezocht hij België, Nederland en Frankrijk. Rond 1910 verhuisde hij naar Chili. Toen hij in 1915 terugkeerde naar Spanje werd hij tot hofschilder van koning Alfons XIII benoemd. Vanaf 1922 was Álvarez de Sotomayor directeur van het Prado en lid van de Escuela de Bellas Artes de San Fernando.
Álvarez de Sotomayor bleef directeur tot in 1931 de Spaanse Burgeroorlog uitbrak en hij verplicht werd ontslag te nemen. Na de oorlog kreeg hij zijn post terug. Hij speelde een grote rol bij het verbergen van de kunstwerken van het museum en later bij de recuperatie. Van 1953 tot 1955 was hij ook directeur van de Real Academia de Bellas Artes de San Fernando.

## Zijn werk
Het plattelandsleven in zijn geboortestreek Galicië is een veelvoorkomend thema in zijn werken. Hij toont zich een meester in het schilderen van volksmensen in hun traditionele klederdracht en gewoontes. In het schilderij Huwelijksmaal (zie afbeelding) toont hij een bruid en een bruidegom, hun families en een oude priester, verzameld rond een tafel. De dingen die op tafel staan kan men beschouwen als een stilleven. De beheersing van kleur en licht zijn opvallend.

## Onderscheidingen
Álvarez de Sotomayor kreeg in 1904 de tweede en in 1906 de eerste medaille van de Exposición Nacional de Bellas Artes (nationale tentoonstelling van schone kunsten). In 1907 won hij de Exposición Internacional de Barcelona (internationale tentoonstelling van Barcelona), en medailles in München, Buenos Aires en Luik. Hij ontving ook verscheidene decoraties in eigen land.
- Biblioteca Nacional de España: XX1000828
- Bibliothèque nationale de France: cb12460095w (data)
- Gemeinsame Normdatei: 127943692
- International Standard Name Identifier: 0000 0001 1755 469X
- Library of Congress Control Number: n79125504
- Nationale Bibliotheek van Israël: 987007329048405171
- Nederlandse Thesaurus van Auteursnamen: 070233241
- RKD-Nederlands Instituut voor Kunstgeschiedenis: 74006
- SNAC: w6936w88
- Système universitaire de documentation: 033771685
- Union List of Artist Names: 500035136
- Virtual International Authority File: 30823401
- WorldCat: E39PBJrWFxb8Yhqr3DKcTwRMyd